# Maurice Denis (politicus)
Maurice Denis (Namen, 18 september 1916 - Luik, 25 oktober 1978) was een Belgisch politicus voor de PSB.

## Levensloop
Tijdens zijn studies was hij actief in bewegingen tegen de fascistische partij Rex en in bewegingen die de republikeinen steunden in de Spaanse Burgeroorlog.
In mei 1940 nam hij bij de uitbraak van Tweede Wereldoorlog deel aan de Achttiendaagse Veldtocht, maar werd gevangengenomen door de Duitsers. Nadat hij in 1942 vrijgelaten werd, trad hij toe tot het Verzet en richtte hij de ondergrondse krant Le monde du Travail op. Na de Bevrijding werd hij redacteur van de krant en bleef dit tot in 1946, waarna hij tot in 1947 kabinetsmedewerker werd van premier Camille Huysmans. Van 1950 tot 1956 was hij vervolgens journalist bij de krant La Wallonie.
In 1946 werd hij voor de PSB verkozen tot gemeenteraadslid van Luik, waar hij van 1947 tot 1959 en van 1972 tot 1976 schepen was. Bovendien zetelde hij van 1956 tot 1965 voor het arrondissement Luik in de Kamer van volksvertegenwoordigers. In opvolging van de overleden Joseph-Jean Merlot zetelde hij van 1969 tot 1971 opnieuw voor het arrondissement Luik in de Kamer. Van 1971 tot 1972 was Denis eveneens minister van Begroting.
Denis was eveneens militant van de Waalse Beweging en was van 1945 tot 1947 voorzitter van de Luikse afdeling van Wallonie Libre. Tevens was hij lid van de Permanente Raad van het Waals Nationaal Congres, was hij van 1962 tot 1965 lid van het centraal comité van de Action wallonne en was hij lid van de Mouvement populaire wallon.

## Bron
- Encyclopédie du Mouvement wallon.